# Cobitis lutheri
Cobitis lutheri és una espècie de peix de la família dels cobítids i de l'ordre dels cipriniformes.

## Morfologia
- Els mascles poden assolir 12 cm de llargària total.[5]

## Reproducció
És ovípar.

## Hàbitat
Viu en zones de clima temperat.

## Distribució geogràfica
Es troba a la conca del riu Amur, el llac Khanka, l'illa de Sakhalín i la península de Corea.